# Matti Rissanen
Matti Juhani Rissanen, född 23 juni 1937 i Viborg, död 23 januari 2018 i Vanda  var en finländsk filolog.
Rissanen avlade filosofie doktorsexamen 1968. Han var 1977–2001 professor i engelsk filologi vid Helsingfors universitet. Han forskade bland annat i översättningen av Shakespeares metaforer till finska (1971). Sin kanske största insats gjorde han som utvecklare av korpuslingvistiken; Helsinki corpus of English texts: Diachronic and dialectal (sammanställd tillsammans med Merja Kytö), vars historiska del omfattar det engelska språket under perioden 750–1700, har blivit internationellt känd.
År 1986 utnämndes han till ledamot av Finska Vetenskapsakademien.